# Выпускной (фильм, 2008)
«Выпускной» (англ. Prom Night) — американский фильм ужасов 2008 года в жанре слэшер. Кинолента, хоть и не является ремейком, базируется на классической серии фильмов, стартовавшей с одноимённого фильма в 1980 году.

## Сюжет
Семья Донны Кеппел три года назад подверглась нападению со стороны влюбленного в Донну учителя Ричарда Фентона. Мать, отец и младший брат Донны погибли. Донне, спрятавшейся под кроватью, удалось не попасться в руки психопата, но из своего убежища она видела смерть матери. Это не могло не сказаться на психике, ужасные сны преследуют Донну.
Потихоньку воспоминания о былом улеглись. Донна живёт со своим дядей и его женой, и впереди её ждет радостное событие — выпускной бал. Со своим парнем Бобби и друзьями она отправляется на лимузине на празднование в шикарный отель. Туда же отправляется и сбежавший из тюрьмы Ричард Фентон. Он из темных закоулков следит за своей возлюбленной и беспощадно кромсает ножом случайно попавшихся на его пути жертв. Друзья ничего не подозревающей Донны пропадают один за другим, пока полицейские, знавшие о побеге Фентона и незримо присутствовавшие в отеле, не обнаруживают первую жертву Фентона. Они понимают: Фентон здесь. Отель оцеплен, школьники эвакуированы. Кроме Донны, отправившейся на поиски подруг. Но вместо подруг она встречает своего старого врага — Фентона. Лишь вовремя подоспевшие полицейские спасают Донну. Но Фентону удается уйти из окруженного отеля. Он отправляется вслед за Донной к её дому. Полицейская охрана не в силах его удержать. Донна на полу и нож убийцы занесен над её телом для последнего смертельного удара. Выстрел полицейского прерывает смертельный поход психопата.

## В ролях
- Джонатон Шек — Ричард Фентон
- Бриттани Сноу — Донна Кеппел
- Скотт Портер — Бобби
- Джессика Строуп — Клэр
- Данна Дэвис — Лиза Хайнс
- Коллинз Пенни — Ронни Хефлин
- Келли Блац — Майкл
- Джеймс Рэнсон — Детектив Нэш
- Брианна Дэвис — Криси Линн
- Келлан Латс — Рик Леланд
- Мэри Мара — Мисс Уотерс
- Вэнь Минна — Доктор Элайша Кроу
- Идрис Эльба — Детектив Винн
- Джессалин Гилсиг — Тётя Карен Тернер
- Линден Эшби — Дядя Джек Тернер
- Яна Крамер — Эйприл

## Премии
- 2009 — Fangoria Chainsaw Awards — Худший фильм

### Номинации
- 2009 — MTV Movie Awards — Лучший злодей — Джонатон Шек
- 2008 — Teen Choice Awards

- Лучшая актриса: Ужасы/Триллер — Бриттани Сноу
- Лучший фильм: Ужасы/Триллер

## Сборы
Бюджет фильма составил 20 млн $. В первые выходные собрал 20 804 941 $ (первое место). В прокате с 11 апреля по 29 мая 2008 года, наибольшее число показов в 2 821 кинотеатрах единовременно. За время проката собрал в мире 57 197 876 $ (84 место по итогам года) из них 43 869 350 $ в США (65 место по итогам года) и 13 328 526 $ в остальном мире.